# Poșta (gmina Cilibia)
Poșta – wieś w Rumunii, w okręgu Buzău, w gminie Cilibia. W 2011 roku liczyła 317 mieszkańców.